# Patrick Mario Bernard
Patrick Mario Bernard est un réalisateur français né le
20 août 1961 à Thionville.

## Biographie
Patrick Mario Bernard étudie à l’École des Beaux-arts de Metz de 1982 à 1986. Il devient ensuite illustrateur et graphiste, scénographe puis metteur en scène pour le théâtre de 1986 à 1995.
Au cinéma, il est surtout connu pour son travail en duo avec son compagnon Pierre Trividic. Il a notamment réalisé avec lui le film Dancing en 2003, des documentaires sur Howard Phillips Lovecraft,, et, dans les années 2010, L'Angle mort. 
Il a également réalisé un documentaire consacré à Rodolphe Burger.

## Filmographie

### Réalisateur
- 1999 : Un siècle d'écrivains (1 épisode, 1999) : Le cas Howard Phillips Lovecraft : toute marche mystérieuse vers un destin, coréalisé avec Pierre Trividic
- 2001 : Ceci est une pipe, coréalisé avec Pierre Trividic (court métrage)
- 2003 : Dancing, coréalisé avec Pierre Trividic et Xavier Brillat
- 2006 : Une famille parfaite, coréalisé avec Pierre Trividic (téléfilm)
- 2009 : L'Autre, coréalisé avec Pierre Trividic
- 2018 : Good (documentaire) consacré à Rodolphe Burger
- 2019 : L'Angle mort, coréalisé avec Pierre Trividic [7]

### Scénariste
- 2001 : Ceci est une pipe, écrit avec Pierre Trividic
- 2003 : Dancing, écrit  avec Pierre Trividic
- 2006 : Une famille parfaite, écrit avec Pierre Trividic
- 2008 : L'Autre, écrit  avec Pierre Trividic
- 2019 : L'Angle mort, écrit  avec Pierre Trividic

### Musicien
- 2001 : Ceci est une pipe
- 2003 : Dancing, musiques additionnelles
- 2006 : Une famille parfaite, musiques additionnelles
- 2008 : L'Autre, sous le pseudonyme Rep Müzak

## Distinctions
- Le Cas Lovecraft
  - Prix Ondas de la meilleure émission de télévision (catégorie TV internationale), Barcelone 1999.
  - FIPA D’OR, catégorie « Documentaires de Création », Biarritz 1999.
  - Silver Spire, catégorie Télévision / Arts, Golden Gate Awards de San Francisco, USA 1999.
  - Grand Prix Littérature, Festival International du Film d’Art 1999, Montréal.
- Ceci est une pipe
  - Un Docúpolis Award lors du Festival Internacional Documental de Barcelona-Docúpolis 2001
- Dancing
  - Prix de la Presse des 8e Rencontres Internationales de Paris Cinéma 2002.
  - Festival de Tribeca, sélection officielle. New-York 2003.
  - Grand Prix du Jury - Meilleur long métrage au festival Image Nation, Montréal 2003.
  - Prix spécial du jury, Festival du film gay et lesbien de Turin. 2004.
- L'Autre
  - Prix d’interprétation féminine pour Dominique Blanc, Coupe Volpi, Mostra/Venise 2008.
  - Prix du film singulier 2010, Syndicat National de La Critique.